# 旗形和三角旗形
旗形和三角旗图案是金融交易资产（股票、债券、期货等）价格图表中常见的图案。 该形态的特点是价格趋势方向明确，随后是盘整和区间波动，然后趋势恢复。 它们是持续模式，当资产价格大幅上涨或下跌时形成。 

## 旗帜图案
旗帜图案由两条平行线包围。这些线可以是平的，也可以是朝着主要市场趋势相反的方向指向。旗杆由一条线组成，代表市场的主要趋势。这种模式可能是看涨的，也可能是看跌的，被视为市场在大幅移动后暂时“休息”，然后继续其主要趋势。  下图展示了牛市旗形。熊旗将朝相反方向发展。 

## 三角旗图案
ChatGPT
作为技术分析师经典模式之一，旗形态模式可通过大幅价格波动、随后的整理期和突破来识别。该模式类似于旗杆。旗子阶段的特征是初始的大幅价格波动，表明存在大量交易，然后是价格波动减弱，表明存在低量交易。交易者通过利用突破阶段赚取利润。三角旗图案的设置和含义与旗帜图案相同；唯一的区别是三角旗形态的整理阶段以趋势线收敛而不是平行趋势线为特征。  下图展示了三角旗图案。